# (5397) Vojislava
(5397) Vojislava  es un asteroide perteneciente al cinturón de asteroides, descubierto el 14 de noviembre de 1988 por Yoshiaki Oshima desde el Observatorio Gekko, en Japón.

## Designación y nombre
Vojislava se designó inicialmente como 1988 VB5.
Más adelante fue nombrado en honor a la astrónoma serbia Vojislava Protić-Benišek (n. 1946), hija de Milorad Protić.

## Características orbitales
Vojislava orbita a una distancia media del Sol de 2,5285 ua, pudiendo acercarse hasta 2,0564 ua y alejarse hasta 3,0006 ua. Tiene una excentricidad de 0,1867 y una inclinación orbital de 12,3955° grados. Emplea en completar una órbita alrededor del Sol 1468 días.

## Características físicas
Su magnitud absoluta es 12,7. Tiene 11,455 km de diámetro. Su albedo se estima en 0,101. El valor de su periodo de rotación es de 54,048 h.